# ユーザー中心設計
ユーザー中心設計（、英: user-centered design、UCD）は、デザインの各段階でエンドユーザーのインタフェースや文書に関するニーズ・要求・制限などに多大な注意を払って設計を行うこと、またはそのようなデザイン哲学。ユーザー中心設計は言わば問題解決を繰り返す過程であり、単に設計者がインタフェースがどのようにユーザーに使われるかを解析し予測するだけでなく、前提が正しいかどうかを実際のユーザーによる試用で確認するということも行う。ユーザーが初めてそのデザインに触れたときどう感じるかを、設計者が直観的に理解することは非常に難しいため、そのような試用が必要となる。また、ユーザーの習熟曲線がどのようになるかということが試用によって初めて明らかとなる。
他のデザイン哲学との大きな違いは、ユーザー中心設計ではユーザーがシステムや機能に慣れることを強いるのではなく、人々が欲しいと思っていることが何であるかを中心としてインタフェースを最適化しようとするという点にある。

## UCDモデルと手法
ユーザー中心設計のモデルは、ソフトウェア設計者がユーザーのための製品開発の目的を達成する助けとなる。そのようなモデルでは、ユーザーの要求仕様は設計当初から考慮され、製品サイクル全体に含まれる。その主な特徴は、実ユーザーの活発な参加と設計の反復である。
- 協調型デザイン: 設計者とユーザーが同じ地位で参加する。これは北欧での情報技術開発で1970年ごろから生まれた設計手法である[1]。
- 参加型デザイン (PD): 協調型デザインの北米での呼称。1990年ごろから隔年で Participatory Design Conference が開催されている[2]。
- コンテクスチュアルデザイン: 実際の状況における「顧客中心設計」。PD の考え方を含む[3]。

これらの手法はISO標準のISO 13407に準拠している。

## 目的
UCD では、まずユーザーとそのタスクや目標について様々な質問を行い、その答えを使って開発と設計に関する判断を行う。質問には次のような項目がある。
- 文書のユーザーとなるのは誰か?
- ユーザーのタスクと目標は何か?
- ユーザーのその文書またはそれに類する文書に関する経験レベルは?
- ユーザーは、その文書にどのような機能を必要としているか?
- ユーザーは、どのような情報をどういう形式で必要とする可能性があるか?
- ユーザーは、その文書がどのように働くべきと考えているか?

## 要素

### 可視性
可視性は、ユーザーがその文書のメンタルモデルを構築する補助となる。それはユーザーがその文書を使ったときの活動の効果を予測する補助となる。重要な要素（例えば、ナビゲーションの補助となるような要素）は強調すべきである。ユーザーが文書を一目見て、何ができて何ができないかを把握できるようにすべきである。

### アクセス可能性
文書が膨大であっても短いものであっても、その文書全体から素早く容易に情報を探し出せなければならない。情報を探し出す方法はいくつも提供されるべきである（ナビゲーション要素、目次、明確にラベル付けされたセクション、ページ番号、色コードなど）。ナビゲーション要素はその文書のジャンルにおいて一貫性がなければならない。よく使われる「チャンキング」は、情報を分類して意味のある順序や階層構造に構成する手法である。文書を精読しなくとも、斜め読みで必要な情報を読み取れるようになっていれば、アクセス可能性は向上する。

### 明瞭性
テキストは読みやすくするべきである。修辞的状況の解析を通して、設計者は有効なフォントスタイルなどを決定できる。装飾的なフォントや全て大文字のテキストは読みにくいが、イタリック体やボールド体はうまく使えば明瞭性を向上させる。大きすぎるフォントや小さすぎるフォントも読みにくい。背景と文字のコントラストを高くすると明瞭性が向上する。

### 言語
修辞的状況によっては、特定の種類の言語が必要とされる。文は短い方がよい。状況によって必要とならないかぎり、隠語や専門用語は使わない。能動態の単純な文型が好まれる。

## 修辞的状況
ユーザー中心設計は、修辞的状況を中心としてなされる。修辞的状況は、情報媒体の設計を形成する。修辞的状況においては、観客、目的、コンテクストという3つの要素を考慮する。
観客
観客とは、その文書を利用する人々である。設計者は、観客の年齢、地理的位置、人種、性別、教育レベルなどを考慮しなければならない。
目的
目的とは、その文書がどのように利用されるかであり、その文書を使って観客が何を成し遂げようとするのかである。それは例えば、製品の購入だったり、アイデアを売り込むことだったり、作業の実施だったり、指令だったり、何らかの説得だったりする。
コンテクスト
コンテクストとはユーザーを取り囲む環境や背景のことである。コンテクストはその文書が必要となる状況が生まれた原因であることが多い。コンテクストにはその状況を取り囲む様々な社会的背景や文化的背景も含まれる。

## ドナルド・ノーマンのユーザー中心設計
1986年、ドナルド・ノーマンは著書の中で、彼が「良いデザイン」あるいは「悪いデザイン」と思うものについて例を挙げて、その背景となる心理を解説し、「よいデザイン」の原則を提示している。彼は悪いデザインに起因する誤りについて述べ、日常生活でのデザインの重要性を強調した。同書の中でノーマンは美学のような（彼が瑣末と考える）問題を脇においてユーザーのニーズに基づいて行うデザインを指して「ユーザー中心設計」という用語を使った。彼の言うユーザー中心設計は、タスクの構造を簡素化し、物事を可視化し、マッピングを正しくし、制約を利用し、誤りが起きないようにデザインすることである。ノーマンはこの過度に簡略化された手法を後に修正し後に出した著書の中でそれを改めて解説している。

## 製品ライフサイクル管理システムにおけるユーザー中心設計
CAD、CAMなどのコンピュータを利用したプロセスを典型とする製品ライフサイクル管理で使われるソフトウェアなどのアプリケーションは、そのユーザーが特定の職業に従事して、あるスキルレベルにあり、それらユーザーの様々なニーズに対して解決策を与えるという特徴がある。例えばCADによるデジタルモックアップは、設計技術者なら中程度の者、アナリストなら初心者レベルの者、製造プランナーなら高いスキルを持つ者が利用すると言えるだろう。
それらアプリケーションが真のユーザー中心設計となるには、カスタマイズ可能なユーザインタフェースを持ち、各ユーザーに最適なインタフェースを提供できる必要がある。

## 単なるコンピュータやシングルユーザー以上のものへの着目
ユーザー中心設計は、コンピュータや紙のインタフェースの観点で語られることが多いが、その応用範囲はもっと広い。そのデザイン哲学は、自動車のダッシュボードから接客サービス（例えば、レストランでの座席への案内、注文、配膳、支払いなど）まで、ユーザーとの相互作用のある様々な分野に適用される。
ユーザー中心設計を複数人のユーザーとの相互作用に適用する場合を、ユーザーエクスペリエンスデザインと呼ぶ。ユーザーエクスペリエンスは、個別のインタフェース、人と人との接触/やりとり、概念的アーキテクチャをいくつも集めたものである。例えば、レストランの例で言えば、注文や支払いといった行為は個別のユーザー間の相互作用だが、全体として「外食」というユーザーエクスペリエンスを構成する。ユーザーエクスペリエンスを有効なものとするには、個々の相互作用を改善するだけでは十分ではない。最終的には、個々の相互作用が有機的に統合されることで1つのユーザーエクスペリエンスが完成される。
製品デザインでは、その製品を購入してから普通に使えるようになるまでの一連の作業を アウトオブボックス・エクスペリエンス(OOBE)と呼ぶ。これには、梱包を解き、説明書を読み、組み立て、使ってみるという一連の作業が含まれる。